# Matematyczne zasady filozofii naturalnej
Matematyczne zasady filozofii naturalnej (łac. Philosophiae naturalis principia mathematica) – dzieło Isaaca Newtona, w którym przedstawił prawo powszechnego ciążenia, a także prawa ruchu leżące u podstaw mechaniki klasycznej. Newton wyprowadził prawa Keplera dla ruchu planet (sformułowane na podstawie obserwacji astronomicznych). Jest uważane za Opus magnum Newtona.
Zostało opublikowane 5 lipca 1687. Wydanie angielskie w przekładzie Motte'a nosi tytuł The Mathematical Principles of Natural Philosophy i zostało wydane w Londynie w 1803 roku.
W Principiach Newton używał więcej geometrycznych reprezentacji niż wzorów matematycznych. Mimo że Newton jest uważany za jednego z autorów rachunku całkowego, to jednak jest tego niewiele w tej pozycji.

## Polskie przekłady
- Isaac Newton, Matematyczne zasady filozofii przyrody, Jarosław Wawrzycki (tłum.), Kraków: Copernicus Center Press, 2011, ISBN 978-83-62259-24-3. Brak numerów stron w książce, przedmowa Michał Heller, posłowie Andrzej Kajetan Wróblewski,

- Isaac Newton, Matematyczne zasady filozofii naturalnej, Sławomir Brzezowski (tłum.), Kraków: Copernicus Center Press, 2015, ISBN 978-83-7886-090-7. Brak numerów stron w książce – podstawą jest III wyd. Principiów w angielskim przekładzie Andrew Motte’a z 1729.